# Johannes Bonadies
Johannes Bonadies, ou Godendach est un compositeur du XVe siècle, auteur d'un traité musical.

## Biographie
Bonadies est un moine carmélite appartenant à la Chartreuse de Ferrare et maître du célèbre Franchini Gaffurio. De Bonadies (ou Godendach), on conserve son traité, Regulae cantus (1473) à la Bibliothèque communale de Faenza, lequel contient une série d'intéressants exercices pratiques, cités et extraits d'auteurs antérieurs. Le traité est daté ainsi : « Et sic finis ad laudem Dei per me Freni Jo. Bonadies in Conventu regii post Vesperas. 1474. 14. Sept ».
Gaffurio cite les œuvres principales de Bonadies/Godendach.

## Article contextuel
- Codex Faenza